# Sara Álvarez
Sara Yaneisy Álvarez Menéndez (* 10. Juli 1975 in Madrid) ist eine ehemalige spanische Judoka. Sie gewann zwei Medaillen bei Weltmeisterschaften und war 2003 sowie 2004 Europameisterin.

## Sportliche Karriere
Die 1,64 m große Sara Álvarez kämpfte im Halbmittelgewicht. 1995, 1997, 1999, 2001, 2002, 2005, 2006 und 2007 war sie spanische Meisterin.
1992 erkämpfte Álvarez eine Bronzemedaille bei den Junioreneuropameisterschaften, 1993 gewann sie den Titel. 1994 erhielt sie eine Bronzemedaille bei den Weltmeisterschaften der Studierenden. 1996 belegte sie bei den Europameisterschaften in Den Haag den fünften Platz, nachdem sie den Kampf um Bronze gegen die Britin Diane Bell verloren hatte. Bei den Olympischen Spielen 1996 in Atlanta schlug sie Diane Bell im Achtelfinale und unterlag im Viertelfinale der Niederländerin Jenny Gal. In der Hoffnungsrunde bezwang sie die Kubanerin Ileana Beltrán und verlor dann gegen die Israelin Yael Arad nach 45 Sekunden. Letztlich belegte Álvarez den siebten Platz.
1997 verlor sie bei den Europameisterschaften in Ostende in der Hoffnungsrunde gegen die Französin Séverine Vandenhende und belegte den siebten Platz. Einen Monat nach den Europameisterschaften gewann Álvarez das Finale der Mittelmeerspiele gegen die Französin Karine Petit. Vier Monate später bei den Weltmeisterschaften in Paris unterlag Álvarez im Halbfinale Séverine Vandenhende. Mit einem Sieg über die Kanadierin Michelle Buckingham erkämpfte die Spanierin eine Bronzemedaille. Die Europameisterschaften 1998 fanden in Oviedo statt. Vor spanischem Publikum bezwang Sara Álvarez im Viertelfinale Vandenhende und im Halbfinale die Rusin Jelena Petrowa. Álvarez erhielt Silber, nachdem sie im Finale gegen die Belgierin Gella Vandecaveye verloren hatte. 1999 unterlag sie bei den Europameisterschaften in Bratislava der mittlerweile für Italien startenden Jenny Gal. Im Kampf um Bronze bezwang sie die Niederländerin Daniëlle Vriezema. Viereinhalb Monate später bei den Weltmeisterschaften in Birmingham unterlag sie im Halbfinale Gella Vandecaveye, den Kampf um Bronze gewann sie gegen Celita Schutz aus den Vereinigten Staaten. Bei den Europameisterschaften 2000 in Breslau verlor Álvarez im Viertelfinale gegen Vriezema. Nach zwei Siegen in der Hoffnungsrunde gewann sie den Kampf um Bronze gegen Jenny Gal. Die Olympischen Spiele 2000 in Sydney endeten für Álvarez in ihrem ersten Kampf, nach 3:36 Minuten verlor sie gegen die Brasilianerin Vania Ishii.
2001 belegte Sara Álvarez den fünften Platz bei den Europameisterschaften in Paris nach Niederlagen gegen Claudia Heill aus Österreich im Viertelfinale und Ylenia Scapin aus Italien im Kampf um Bronze. Zwei Monate später bezwang sie bei den Weltmeisterschaften in München die Japanerin Ayumi Tanimoto im Viertelfinale und die Kubanerin Anaysi Hernández. Im Finale unterlag sie der Belgierin Vandecaveye. Bei den Europameisterschaften 2002 in Maribor verlor Sara Álvarez ihren Auftaktkampf gegen Daniëlle Vriezema. Ende 2002 gewann sie das World-Masters-Turnier in Bukarest. 2003 bei den Europameisterschaften in Düsseldorf bezwang sie im Viertelfinale Claudia Heill, im Halbfinale die Britin Karen Roberts und im Finale Gella Vandecaveye. Bei den Weltmeisterschaften in Osaka schied sie im ersten Kampf gegen Claudia Heill aus. Ihren zweiten Europameistertitel gewann Sara Álvarez bei den Europameisterschaften 2004 in Bukarest nach Siegen über die Deutsche Claudia Malzahn im Viertelfinale, über Ylenia Scapin im Halbfinale und über die Polin Aneta Szczepańska im Finale. Die Olympischen Spiele 2004 in Athen waren für Sara Álvarez nach 2:26 Minuten gegen die Französin Lucie Décosse vorbei.
2005 trafen Décosse und Álvarez im Finale der Mittelmeerspiele erneut aufeinander und auch hier siegte die Französin. 2006 und 2007 belegte Sara Álvarez noch zweimal den fünften Platz bei den Europameisterschaften.